# David Spade
David Wayne Spade (Birmingham, 22 juli 1964) is een Amerikaans acteur, komiek en producent. Voor zijn rol als receptionist Dennis Finch in de komedieserie Just Shoot Me! werd hij genomineerd voor onder meer een Emmy Award, twee Golden Globes en een American Comedy Award.

## Biografie
Spade is de zoon van Wayne Spade en Judy Todd, die in totaal drie kinderen kregen. Hij werd door vrienden overgehaald een carrière in komedie na te jagen. Hij begon vervolgens met stand-upcomedy. Via vriend Dennis Miller kreeg Spade in 1990 een vaste plek in de cast van Saturday Night Live. Zijn typetjes zijn doorgaans sarcastisch van aard.
Spade was tot en met 2002 te zien in Saturday Night Live. Hij speelde in die tijd ook al in films, maar daarna werd dit een voltijds bezigheid. Hij is tevens de man achter het Disneypersonage Keizer Kuzco. Daarnaast behoorde hij tot de cast van verschillende televisieseries, zoals Just Shoot Me! (1997-2003, 149 afleveringen) en 8 Simple Rules (2004-05, 39 afleveringen). Van 2007 tot 2013 speelde Spade in Rules of Engagement.